# Sonja Henie
Sonja Henie (Oslo, 1912. április 8. – 1969. október 12.) olimpiai, világ- és Európa-bajnok norvég műkorcsolyázó, színésznő. Háromszor nyert olimpiai aranyat (1928, 1932, 1936), tízszer világbajnokságot (1927–1936) és hatszor Európa-bajnokságot (1931–1936). Henie a legtöbb olimpiai és világbajnoki érmes eredményt elért női műkorcsolyázó. Színészi pályafutása csúcsán ő volt az egyik legjobban fizetett hollywoodi sztár.

## Fiatalkora
Sonja Henie Oslóban született, egy sikeres szűcs, Wilhem Henie és felesége, Selma Lochmann-Nielsen egyedüli lányaként. A jólmenő szűcsüzlet mellett Sonja szülei szép összeget örököltek. Sonja apja világbajnok kerékpárversenyző volt, aki előszeretettel ösztönözte gyermekeit a sportra. Henie tehetsége kezdetben a síelésben mutatkozott meg, de később követte bátyját, Liefet és átváltott a műkorcsolya sportágára. Sonja nemzetközileg rangsorolt teniszező, képzett úszó és lovasnő volt. Amikor Henie komolyan elkezdte a korcsolya edzéseket a formációs oktatás véget ért, ezért az apja a legtapasztaltabb edzőket bérelte fel, többek között az orosz balerinát, Tamara Karszavinát is, hogy híres sportolót faragjanak lányából.

## Versenyzői pályafutása
Sonja első komoly győzelme a norvég bajnokságon volt, 10 éves korában. 1924-ben, 8. helyen végzett a téli olimpiai játékokon. Az 1924-es szezon során gyakran ment le a pályáról, hogy tanácsot kérjen az edzőjétől, de a következő Olimpián már nem szorult segítségre. Henie a máig példátlan tíz világbajnoki címéből az elsőt 1927-ben nyerte, 14 évesen. Az 1927-es világbajnokság részleteiben, Henie 3-2-re nyerte a bajnokságot (sorrendi pontszámításban 7-8), a második helyen végzett olimpikon, világbajnok osztrák műkorcsolyázónő, Herma Szabo azt kifogásolta, hogy az öt bíró közül mind a három norvég bíró Henie-t szavazta meg első helyre (1+1+1+2+2=7 pont), miközben Szabo győzelmére csak a másik két bíró szavazott, egy német és egy osztrák (1+1+2+2+2=8 pont). 1928-ban Henie megnyerte az első olimpiáját, majd 1932-ben és 1936-ban is. A világbajnoki címet 1927-től 1936-ig végig ő nyerte meg. Az Európa-bajnokságot is hatszor megnyerte 1931-től 1936-ig. Henie háromszoros olimpiai győzelme máig egyedinek számít a női műkorcsolyázók történetében, csakúgy mint a tízszeres világbajnoki címe is. A hatszoros Európa-bajnokság győzelmét viszont 2006-ban felülmúlta az orosz Irina Szluckaja, aki ekkor nyerte hetedik Európa-bajnoki címét. Ezzel Szluckaja az Európa-bajnokság legsikeresebb női korcsolyázója, de Henie továbbra is tartja a legtöbb egymást követő Európa-bajnokság nyereségét, ezt a címet megosztja a német Katarina Witttel (1983–1988).
Versenyzői karrierje végén nagyon erősen és határozottan megküzdött a fiatalabb ellenfelekkel, többek között Cecilia Colledge-dzsel, Megan Taylor-ral és Hedy Stenuf-fal. Ugyan ő volt az 1936. évi téli olimpiai játékok nyertese, Cecilia Colledge ellentmondásos körülmények között maradt le az első helyről, mivel végig fej-fej mellett haladva alig pár pont különbséggel nyert végül Henie. 2008 áprilisában, egy újság megírta a verseny körülményeit. A cikk említést tett Henieről amikor is meglátta az eredményeket kirakva az öltözőben egy papír lapra felírva, a lapot kis darabokra tépte össze dühében, továbbá, hogy Henie nyerő pozícióban volt, mivel ő adhatta utolsónak elő a produkcióját, amíg Colledge már másodiknak jégre állt a 26 versenyzőből. A korai kezdést hátránynak tartották, mivel ekkor még nincs úgy felizgulva a közönség, még nincsenek tapsviharok és a bírák ilyenkor még tartogatják a magasabb pontszámaikat. Évekkel később szabadalmaztattak egy másik módszert, amivel ezt tudják ellensúlyozni.

## Filmes karrierje

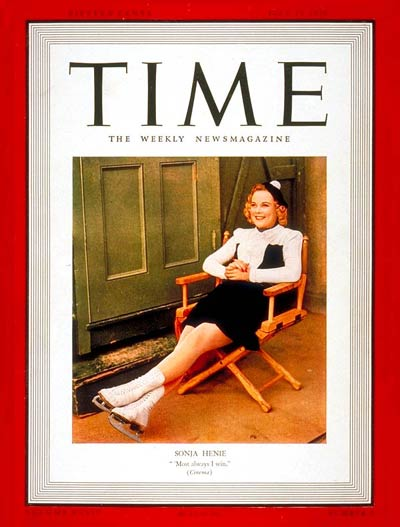
Sonja Henie a Time magazin címlapján 1939-ben

Az 1936-os műkorcsolya-világbajnokság után Henie fel akart hagyni az amatőr színészi státusszal, szeretett volna profivá fejlődni és színészkedni akár élő műsorokban is. Bár Henie ekkor még csak fiatal lány volt, eldöntötte, hogy elköltözik Hollywoodba, hogy filmsztár válhasson belőle és a versenyzői éveit itt befejezi, figyelembe se véve, hogy az erős akcentusa veszélyeztetheti a színészi céljait.
1936-ban, egy sikeres Los Angeles-i jégshow-t követően az apja be akarta indítani Sonja filmes karrierjét. Egy hollywoodi stúdió vezetője, Darryk Zanuck leszerződtette Sonját a 20th Century Foxhoz, ez a szerződés Henie-t a valaha volt legnagyobb fizetésű színésznők közé juttatta. Az első filmje, az Egy a millióból (1936) sikere után Henie helyzete teljesen be volt biztosítva, és egyre ügyesebben kezelte a üzleti ügyeket Zanuckkal. Henie ragaszkodott ahhoz, hogy a filmjeiben teljes mértékben ő irányítsa a korcsolyajeleneteket, így tett a Második hegedű című filmjében is.
Henie üzleti megállapodást kötött Arthur Wirtzcel, aki turnéra szerződtette le, a turné Hollywood-jégrevü néven futott. Wirtz Henie pénzügyi tanácsadójaként is dolgozott. Ezekben az időkben az Amerikai Egyesült Államokban nem volt elterjedt szórakozási forma a műkorcsolya és a jégshow. Henie színésznői népszerűsége sok új rajongót vonzott, és ezzel létrejött a szórakoztatóipar egy új ága a korcsolya show. Az 1940-es években Henie és Wirtz késztettek egy pazar, zenés, korcsolyás, extravagáns show-t, amit a Rockefeller Center színházában mutattak be, jegyvásárlók millióit vonzotta az előadás.
Hírnevének csúcsán, a show-k, turnék és az egyéb részvételek $2 milliót hoztak Henie-nek évente. Számos egyéb nyereséges szerződése is volt, gyártottak korcsolyákat, ruhákat, ékszereket, babákat és sok más egyéb árut az ő neve aláírásával. Ezektől a vállalkozásaitól vált minden idők egyik leggazdagabb nőjévé.
Henie 1950-ben felbontotta a megállapodást Wirtzcel és a következő három szezonra átnevezte a show-t a Sonja Henie jégrevüje névre. Meggondolatlan döntés volt kihívnia maga ellen Wirtzet, akinek mostantól a vadonatúj Olimpikon volt a szponzoráltja, Barbara Ann Scott, ezentúl ő lépett fel a show-jaiban. Wirtz lefoglalta a legjobb arénákat és dátumokat, ezért Henienek kisebb eseményeken kellett fellépnie, mivel a nagyobbak már telítettek voltak a többi turnézó jégshow-val. 1952-ben, Baltimoreban egy show alatt összeomlott az egyik lelátó és ez további jogi és pénzügyi gondokat vonzott maga után.
1953-ban Henie új megállapodást kötött Morris Chalfennel, hogy felléphessen az Európai jégturnéján, ami óriási sikerrel zárult. Megszervezte a saját showját a New York-i Roxy színházban 1956 januárjában. Azonban a későbbi 1956-os dél-amerikai turné borzasztóan sikerült. Henie sokat ivott és már nem bírt lépést tartani a turnéval, ez jelentette a teljes visszavonulását a korcsolyázástól.
1938-ban megjelentette az önéletrajzát, a Mitt livs enetyr-t, ami lefordítva annyit tesz Szárnyak a lábamon, ebben a formában meg is jelent 1940-ben, a felújított verziót 1954-ben adták ki. Halála idején Sonja vissza szeretett volna térni egy tévé műsorba amit 1970-ben sugároztak volna.

## Kapcsolata a nácikkal

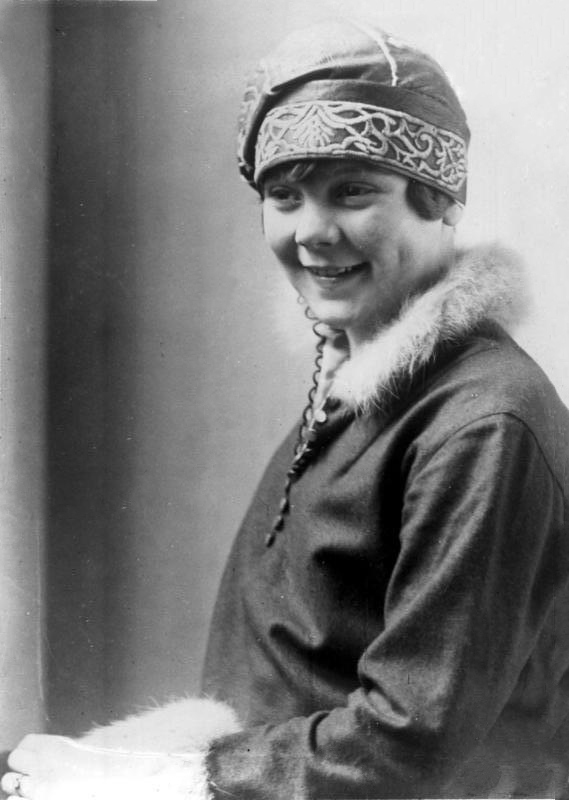
Henie 1930-ban Berlinben

Henie kapcsolata Adolf Hitlerrel és más magas rangú náci parancsnokokkal vita tárgyává tették őt, a második világháború előtt, alatt és után is. Az amatőr korcsolyázó időszakában gyakran adott elő Németországban, ő volt a német nézők és Hitler személyes kedvence.
Gazdag hírességként ugyanazokban a társadalmi körökben mozgott mint a nemesek és az állami vezetők, így nyílt lehetősége megismerkedni Hitlerrel.
A viszály akkor mutatkozott meg először amikor Henie náci szalutálással üdvözölte Hitlert egy kiállításon, Berlinben az 1936. évi téli olimpiai játékok előtt; erősen elítélte őt ezért a norvég sajtó. Az olimpián már nem ismételte meg a szalutálást, de az olimpia után elfogadott egy ebédmeghívást Hitlertől, a Berchtesgadenhez közeli otthonában, ahol Hitler átadott egy dedikált fotót, hosszú írással rajta. Miután megkezdte a filmes karrierjét, továbbra is fenntartotta náci kapcsolatait, például első filmjének az Egy a millióból megjelenését is személyesen intézte Németországban, Joseph Goebbelsszel.
Norvégia náci megszállása alatt a német csapatok a Henie család Landøyában található otthonába érve, jól látható helyen találták Hitler dedikált képét, ezért az otthont teljes épségben hagyták.
Sonja 1941-ben megkapta az amerikai állampolgárságot. Mint sok más hollywoodi sztár, ő is támogatta az államokat, a háborús erőfeszítéseket és más egyéb tevékenységeket, de óvatos volt, mert a norvég ellenállási mozgalmat is támogatta és nyilvános náciellenes nyilatkozatokat is aláírt. Ezért sok norvég és norvég-amerikai elítélte őt. A háború után Henie tudatában volt annak, hogy sok honfitársa szerint hazaáruló. Ezért diadalmasan visszatért Norvégiába a jégturnéjával 1953-1955.

## Magánélete
Henie-nek három férje volt, Dan Topping, Winthrop Gardiner Jr. és a gazdag norvég mágnás Nieks Onstad. Miután nyugdíjba ment 1956-ban, Henie és Onstad letelepedtek Oslóban és óriási modern művészeti értékeket halmoztak fel, ami a későbbi Henie-Onstad Művészeti központ alapját képezte a bærumi Høvikoddenben, közel Oslóhoz.
A házasságai mellett sok szerelmi viszonya volt, többek között a korcsolyapartnereivel, Jack Dunn-nal és Stewart Reburnnal, az ünnepelt boxlegendával, Joe Louisszal. Nagy nyilvánosságot kapott a kapcsolata Tyrone Powerrel és egy későbbi románcra is sor került a színész Van Johnsonnal.
A bátyja Lief és Raymond Strait által írt önéletrajz a Jég királynője, az árnyak királynője a halála után lett kiadva. Kiderül belőle hogy Henie szex- és pénzfüggő volt, rosszindulatú volt és gyakran használta ki a családját és másokat célja eléréséért.
Az 1960-as évek közepén Henie-nél leukémia betegséget diagnosztizáltak. 57 évesen, 1969-ben, egy Párizsból Oslóba tartó repülőn belehalt a betegségébe. Minden idők legjobb műkorcsolyázói között tartják számon. A férje, Onstad mellé temették a Heni-Onstad Művészeti központra néző dombtetőn.

## Eredmények

### Női egyéni
| Esemény               | 1923    | 1924    | 1925    | 1926    | 1927    | 1928    | 1929    | 1930    | 1931    | 1932    | 1933    | 1934    | 1935    | 1936    |
| --------------------- | ------- | ------- | ------- | ------- | ------- | ------- | ------- | ------- | ------- | ------- | ------- | ------- | ------- | ------- |
| Téli olimpiai játékok |         | 8. hely |         |         |         | 1.      |         |         |         | 1. hely |         |         |         | 1.      |
| Világbajnokság        |         | 5.      |         | 2.      | 1. hely | 1.      | 1.      | 1. hely | 1.      | 1.      | 1. hely | 1.      | 1.      | 1. hely |
| Európa-bajnokság      |         |         |         |         |         |         |         |         | 1. hely | 1. hely | 1. hely | 1. hely | 1. hely | 1. hely |
| Norvég bajnokság      | 1. hely | 1. hely | 1. hely | 1. hely | 1. hely | 1. hely | 1. hely |         |         |         |         |         |         |         |

### Páros
(párja: Arnie Lie)
| Esemény          | 1926    | 1927    | 1928    |
| ---------------- | ------- | ------- | ------- |
| Világbajnokság   | 5. hely |         |         |
| Norvég bajnokság | 1. hely | 1. hely | 1. hely |

## Filmográfia
| Év   | Cím                      | Eredeti cím                  | Szerep                  |
| ---- | ------------------------ | ---------------------------- | ----------------------- |
| 1927 | Hét nap Elizabethnek     | Seven Days for Elizabeth     | Korcsolyázó             |
| 1929 | Se Norge                 | Se Norge                     | Sajátmaga               |
| 1936 | Egy a millióból          | One in a Million             | Greta "Gretchen" Muller |
| 1937 | Vékony jég               | Thin Ice                     | Lili Heiser             |
| 1937 | Ali Baba a városba megy  | Ali Baba Goes to Town        | Sajátmaga               |
| 1938 | Boldog leszállás         | Happy Landing                | Trudy Ericksen          |
| 1938 | Az én szerencsecsillagom | My Lucky Star                | Krista Nielsen          |
| 1939 | Második Hegedű           | Second Fiddle                | Trudi Hovland           |
| 1939 | Minden történik éjszaka  | Everything Happens at Night  | Louise                  |
| 1941 | Napos völgyi szerenád    | Sun Valley Serenade          | Karen Benson            |
| 1942 | Jégország                | Iceland                      | Katina Jonsdottir       |
| 1943 | Télidő                   | Wintertime                   | Nora                    |
| 1945 | Ez egy gyönyör           | It's a Pleasure              | Chris Linden            |
| 1948 | Monte Cristo grófnője    | The Countess of Monte Cristo | Karen Kirsten           |
| 1958 | Hello London             | Hello London                 | Sajátmaga               |